# Keflavík Kingston
Keflavík Kingston är den isländska reggaegruppen Hjálmars femte studioalbum. Albumet släpptes år 2010.

## Låtlista
1. "Þitt auga" – 5:05
2. "Ljósvíkingur" – 5:10
3. "Dom hinner aldrig ikapp" – 4:24
4. "Saga úr sveitinni" – 4:19
5. "Anniversary" – 4:03
6. "Gakktu alla leið – 3:22
7. "Húsið og ég (mér finnst rigningin góð) – 4:38
8. "Ólína og ég" – 2:43
9. "700 Þúsund stólar" – 4:13
10. "Subbdubb" – 7:27